# Elisabeth O’Beirne
I. Elisabeth O’Beirne (* um 1925, verheiratete Elisabeth Nichols) war eine englische Badmintonspielerin. Ralph Nichols war ihr Ehemann.

## Karriere
Elisabeth O’Beirne gewann 1951 die Scottish Open und zwei Titel bei den Irish Open. 1954 erkämpfte sie sich alle drei möglichen Titel bei den French Open. Im gleichen Jahr heiratete sie ihren Mixedpartner Ralph Nichols.

## Sportliche Erfolge
| Saison | Veranstaltung                 | Disziplin   | Platz | Name                                  |
| ------ | ----------------------------- | ----------- | ----- | ------------------------------------- |
| 1949   | West Sussex Championships     | Dameneinzel | 1     | I. E. O’Beirne                        |
| 1950   | Kent Championships            | Dameneinzel | 1     | Elisabeth O’Beirne                    |
| 1951   | Irish Open                    | Dameneinzel | 1     | I. E. O’Beirne                        |
| 1951   | Irish Open                    | Damendoppel | 1     | I. E. O’Beirne / Amy Choong           |
| 1951   | Scottish Open                 | Dameneinzel | 1     | Elisabeth O’Beirne                    |
| 1951   | Scottish Open                 | Damendoppel | 2     | Elisabeth O’Beirne / Amy Choong       |
| 1952   | Scottish Open                 | Damendoppel | 1     | Elisabeth O’Beirne / E. F. Andrews    |
| 1952   | Scottish Open                 | Dameneinzel | 1     | Elisabeth O’Beirne                    |
| 1954   | French Open                   | Mixed       | 1     | Ralph Nichols / Elisabeth O’Beirne    |
| 1954   | French Open                   | Damendoppel | 1     | Elisabeth O’Beirne / Marie Rose Wyatt |
| 1954   | French Open                   | Dameneinzel | 1     | Elisabeth O’Beirne                    |
| 1954   | English Invitation Tournament | Damendoppel | 1     | Audrey Stone / Elisabeth O’Beirne     |